# Bajacalia
Bajacalia, biljni rod iz porodice glavočika stvoren 2003. godine da udomi dvije vrste premještene iz roda Porophyllum, sada nazvane Bajacalia tridentata i B. crassifolia. Treća je vrsta u to vrijeme tek opisana i nazvana Bajacalia moranii. Ove su biljke gotovo endemične za poluotok Baja California u Meksiku (države Baja California i Baja California Sur); jedna vrsta (B. crassifolia) također je pronađena na otoku Tiburón, dijelu Sonore. Imaju sukulentne listove i žute cvjetove.

## Vrste
1. Bajacalia crassifolia (S.Watson) Loockerman, B.L.Turner & R.K.Jansen
2. Bajacalia moranii B.L.Turner
3. Bajacalia tridentata (Benth.) Loockerman, B.L.Turner & R.K.Jansen

## Sinonimi
Nema.